# Zinaida Amosova
Pour l’article homonyme, voir Amossova.
Zinaida Amosova (en russe : Зинаида Степановна Амосова, Zinaïda Stepanovna Amossova ; née le 12 janvier 1950) est une fondeuse soviétique.

## Jeux olympiques
- Jeux olympiques d'hiver de 1976 à Innsbruck (Autriche):
  -  Médaille d'or en relais 4 × 5 km.

## Championnats du monde
- Championnats du monde de ski nordique 1978 à Lahti (Finlande):
  -  Médaille d'or sur 10 km.
  -  Médaille d'or sur 20 km.
  -  Médaille de bronze en relais 4 × 5 km.